# ジェーン・ベル
ジェーン・ベル（Florence Isabel "Jane" Bell、1910年6月2日 - 1998年7月1日）は、カナダの陸上競技選手である。彼女は、1928年に開催されたアムステルダムオリンピックの女子400メートルリレー走で金メダルを獲得した。

## 経歴
本名はフローレンス・イザベル・ベルといったが、幼いときに彼女の父がつけた綽名「カラミティ・ジェーン」から、「ジェーン｣という呼び名が定着した。ベルの父は若いときにラクロスの名選手として鳴らした人物で、スポーツへの情熱を幼い娘にも注ぎ込んだ。
成長したベルは主に100メートル競走に取り組み、アムステルダムオリンピックでは100メートル走と400メートルリレー走の2つの種目に出場した。100メートル走では1次予選を13秒0の記録で突破したものの、準決勝で敗退した。400メートルリレー走では、ファニー・ローゼンフェルド、エセル・スミス、マートル・クックとチームを組み、第3走者を任された。カナダ代表チームは48秒4の記録で強豪のアメリカ代表チームとドイツ代表チームを破り、金メダル獲得を果たした。 　
オリンピック後は、トロントにあるマーガレット・イートンスクールで学びながら陸上競技を続けた。1929年には、60ヤード ハードル走、やり投、野球ボール投げの3種目でカナダチャンピオンの栄誉に輝いた。1930年にマーガレット・イートンスクールを卒業した後、オンタリオ州のゲルフにあるYWCAで体育の指導者となって、陸上選手としての現役生活を終えることになった。
陸上競技以外にも、ベルは水泳やカーリング、ゴルフの選手として活躍し、彼女の母校であるマーガレット・イートンスクールで体育教師として働いた。
結婚後はアメリカ合衆国へ移住して、その後アメリカ合衆国の市民権を得た。1998年にフロリダ州フォートマイヤーズで死去したが、彼女はその技量で｢比類なき6人」（The Matchless Six）と呼ばれた1928年アムステルダムオリンピックカナダ陸上競技女子代表チームの最後の生存者であった。